# Abbatiale Sainte-Valérie
L'abbatiale Sainte-Valérie était l'église abbatiale de l'abbaye bénédictine située à Chambon-sur-Voueize dans le département de la Creuse et la région Nouvelle-Aquitaine. C'est un des plus importants édifices de style roman limousin.
L'abbatiale fait l’objet d’un classement au titre des monuments historiques par la liste de 1840.

## Histoire
En 857, les moines de l'abbaye Saint-Martial de Limoges fondent un monastère à Chambon-sur Voueize pour mettre à l'abri des incursions normandes les reliques de sainte Valérie, dont le monastère de Saint-Martial garde seulement la tête (17 mai). Vers 985, ils font construire une chapelle pour les recevoir. L'église est construite un peu plus tard. Elle sera rattachée à l'ordre de Cluny, elle devient abbatiale au XIIIe siècle puis paroissiale après la Révolution française. Elle fut pillée et mutilée aux XVe et XVIe siècles par les protestants avant d'être restaurée au XVe siècle et remaniée au milieu du XIXe siècle.
Durant sa restauration au début du XVe siècle, elle reçut en 1412 de Jacques II comte de la Marche un buste-reliquaire en argent en partie doré avec cabochon et camé antique. De même fut déposé un splendide panneau représentant le martyre de sainte Valérie.

## Description

### Extérieur
L'abbatiale Sainte-Valérie est une des plus importantes églises romanes du Limousin avec ses 87 mètres de longueur et son transept de 38 mètres de large. Elle est flanquée de deux clochers, l'un du XIIIe au-dessus du porche est quadrangulaire et est appelé "tour des bourgeois", l'autre à l'est, restauré au XVe siècle s'appelle "tour du Chartrier" car il servait au rangement des chartes et manuscrits du monastère. Le chevet est composé de cinq absidioles. Le porche couvre un portail à voussures.

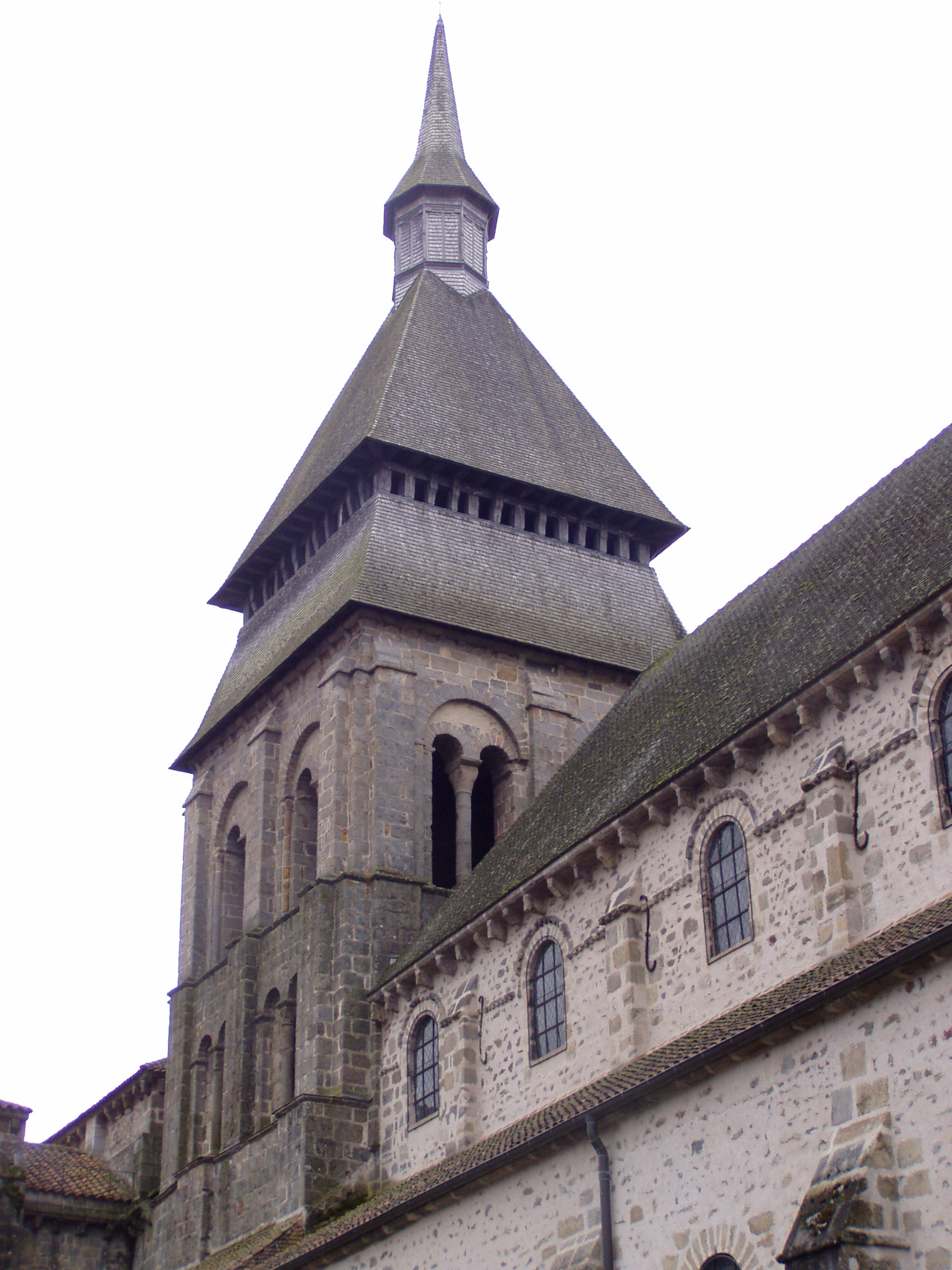
La tour du Chartrier.
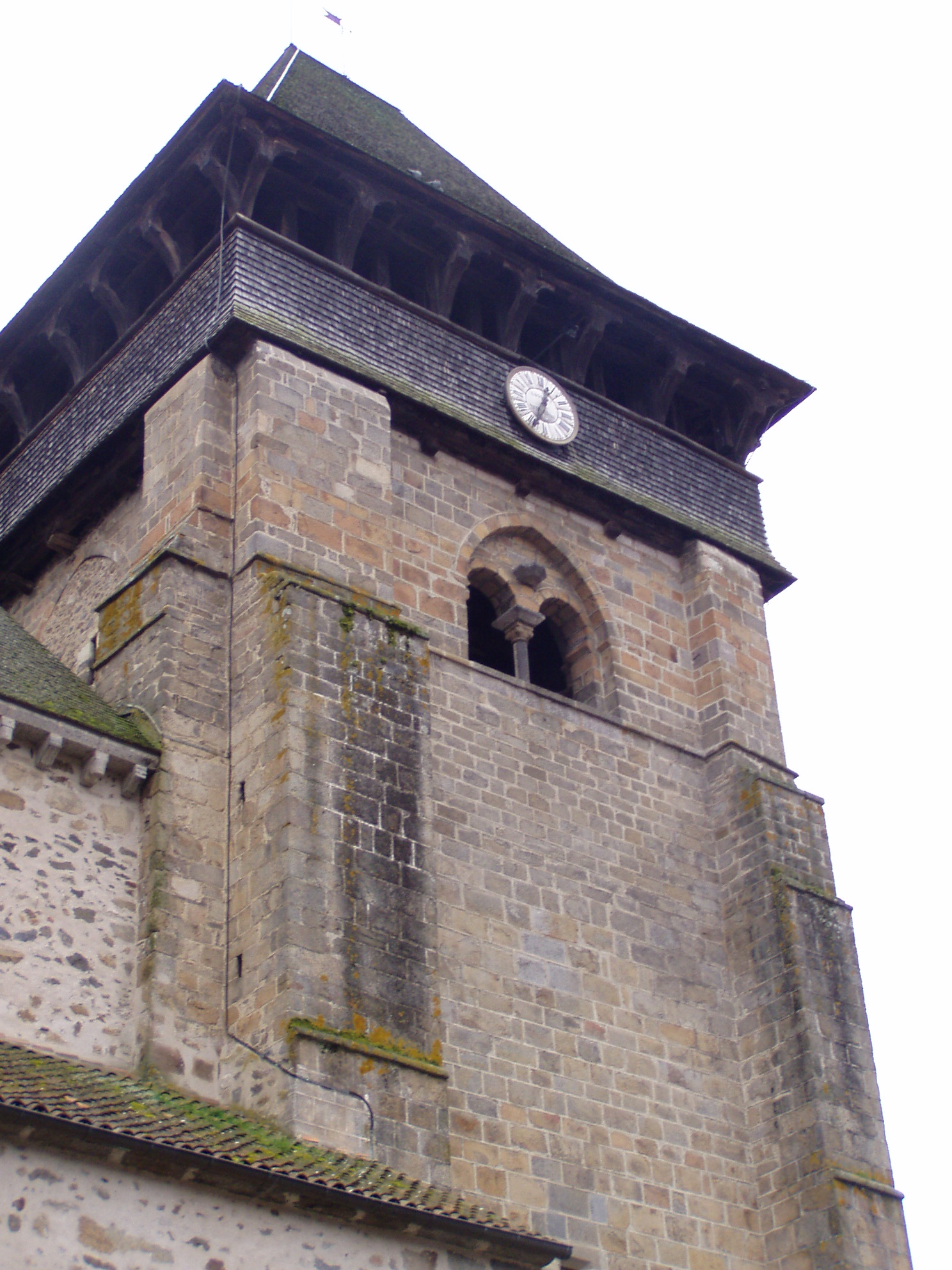
La tour des bourgeois.
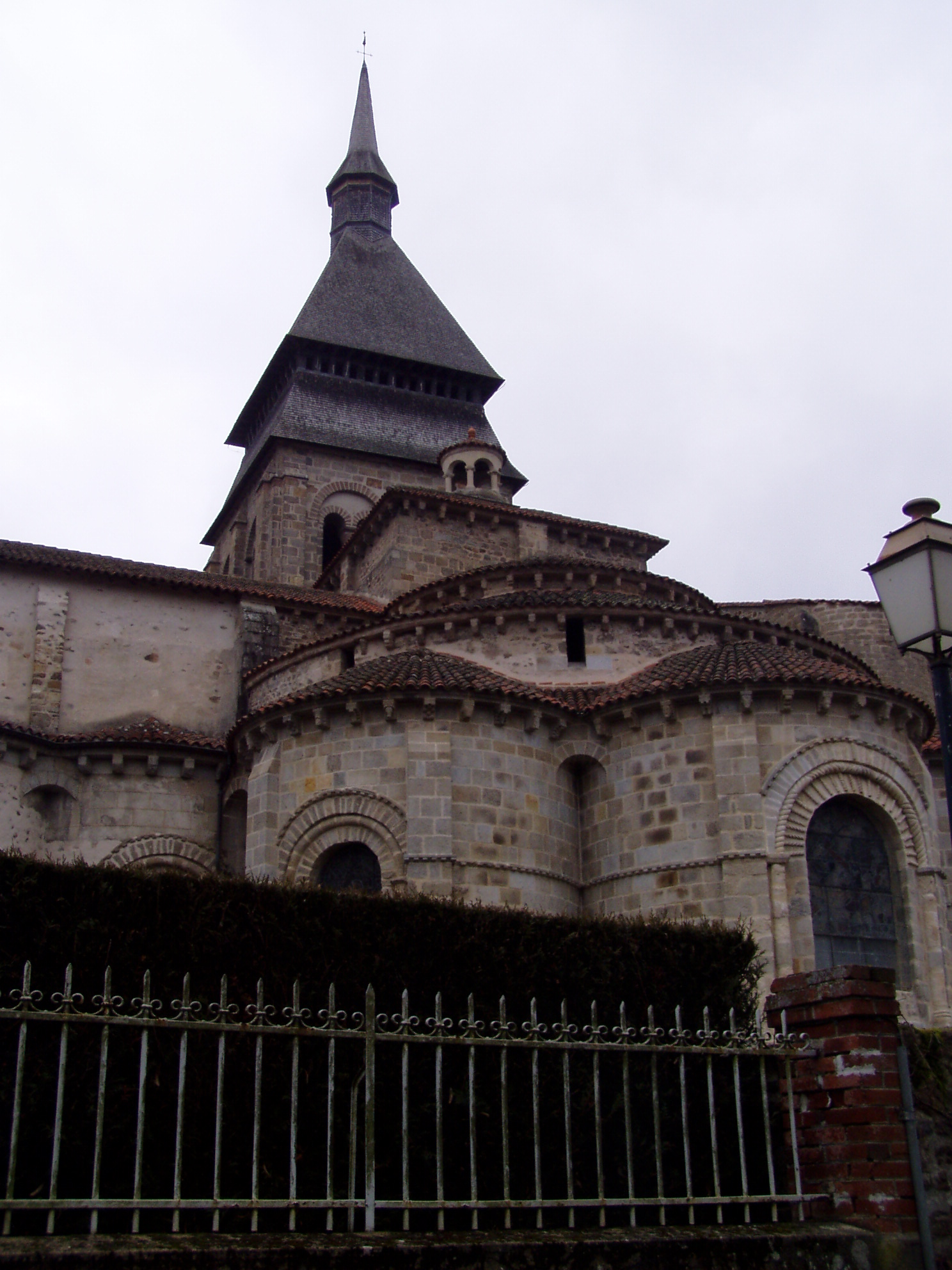
Le chevet.

### Intérieur
À l'intérieur de l'église, on peut découvrir des boiseries du XIIIe siècle, une chaire du XIXe siècle, ornée d'une statue de saint Michel en costume Louis XIII, terrassant le dragon, et d'une autre de saint Jean agenouillé.
Dans la chapelle Sainte-Valérie, retable à colonnes torses du XVIIe, statues en bois polychrome de sainte Valérie, saint Martial et saint Pierre.
La chapelle axiale est éclairée par un vitrail moderne représentant le martyre de sainte Valérie, décapitée par son fiancé parce qu'elle lui préférait la vie contemplative.

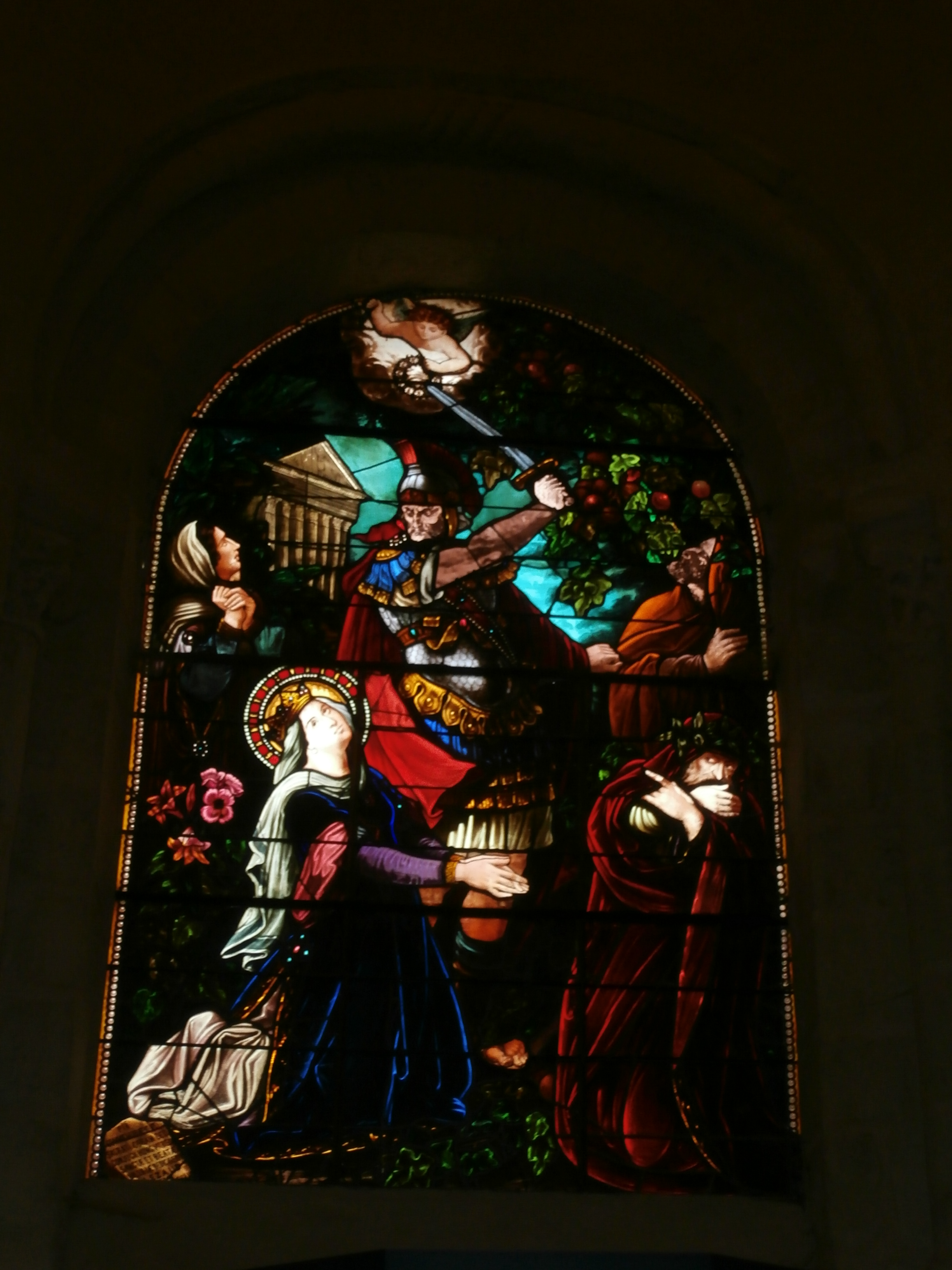
Vitrail sainte Valérie.

#### Le Trésor
Au rez-de-chaussée de la tour du Chartrier se trouve le trésor qui se compose de :
- un bras reliquaire de saint Julien
- un buste reliquaire en argent du XIVe siècle contenant les ossements de sainte Valérie
- un panneau en bois peint du XIVe siècle issu probablement d'un triptyque, représentant "la décollation" de la Sainte patronne de l'église.

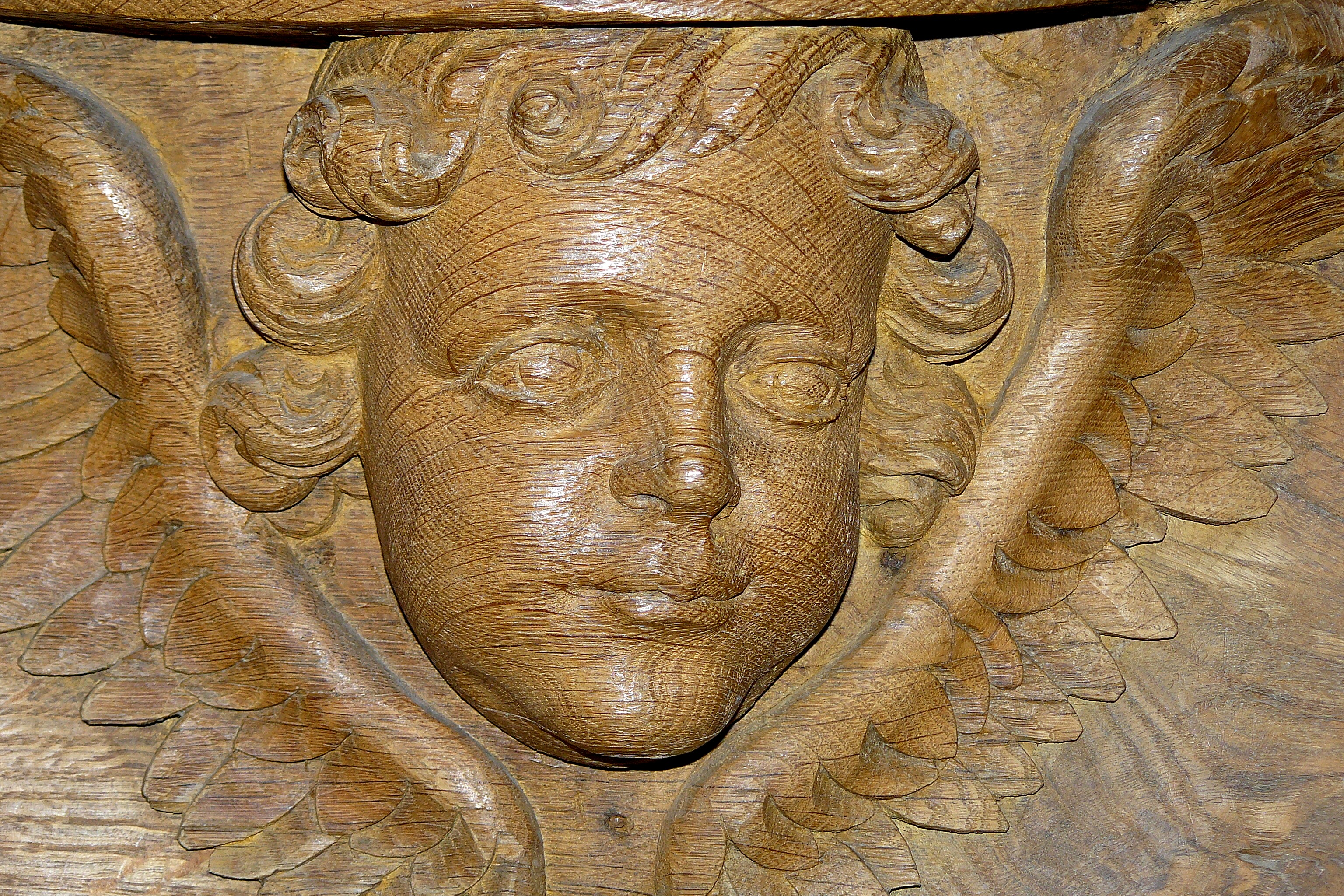
Détail des stalles.
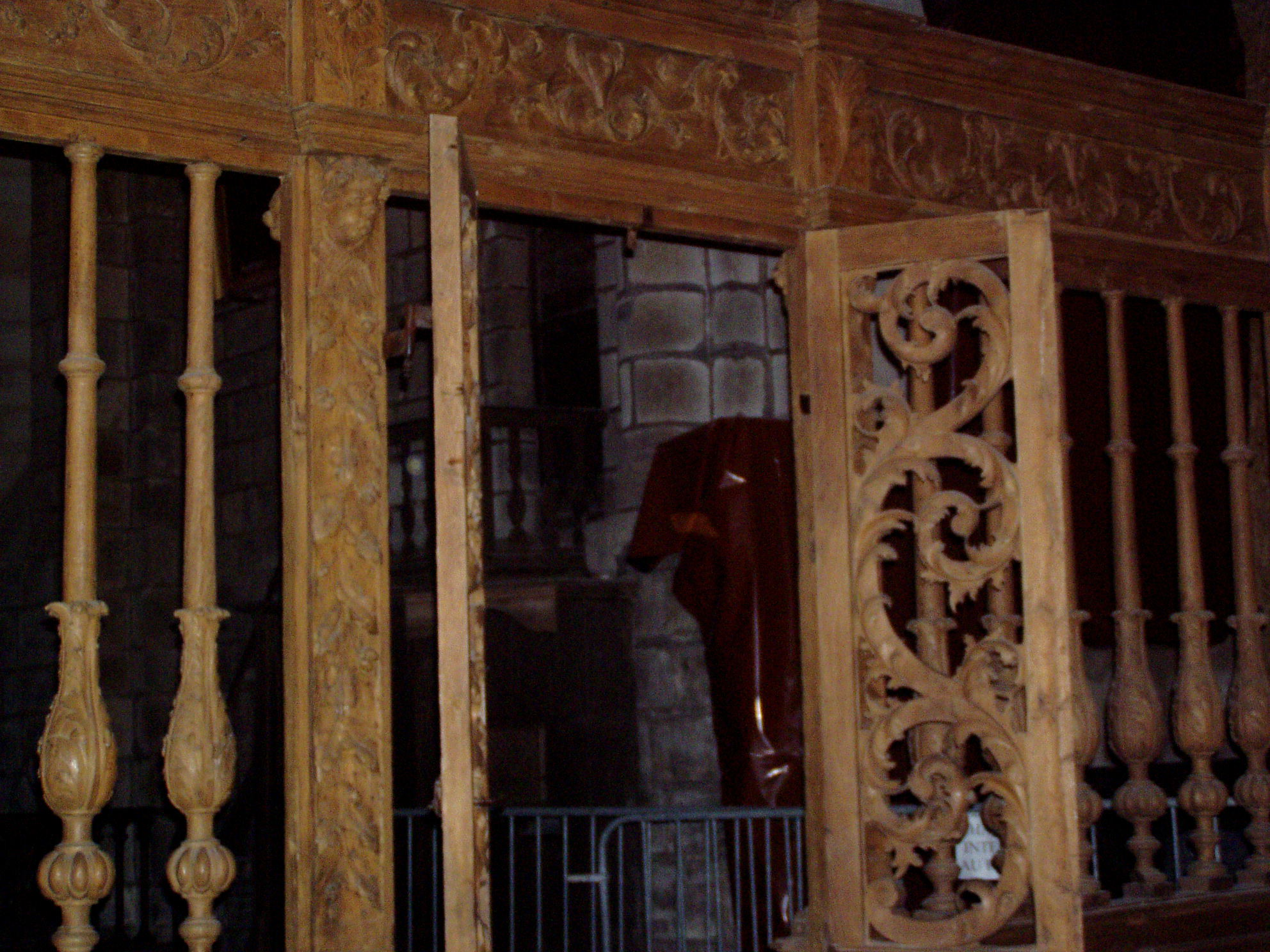
Grille en bois sculpté.